# Espen Bjervig
Espen Bjervig (30 giugno 1972) è un ex fondista norvegese.

## Biografia
In Coppa del Mondo debuttò l'11 febbraio 1995 a Oslo (53°), ottenne il primo podio il 13 dicembre 1998 a Dobbiaco (2°) e la prima vittoria il 20 dicembre successivo a Davos.
In carriera prese parte a un'edizione dei Campionati mondiali, vincendo una medaglia.

## Palmarès

### Mondiali
- 1 medaglia:
  - 1 argento (staffetta[1] a Ramsau am Dachstein 1999)

### Coppa del Mondo
- Miglior piazzamento in classifica generale: 7º nel 1999
- 9 podi (6 individuali, 3 a squadre[2])[3]:
  - 2 vittorie (1 individuale, 1 a squadre)
  - 4 secondi posti (individuali)
  - 3 terzi posti (1 individuale, 2 a squadre)

#### Coppa del Mondo - vittorie
| Data             | Località | Nazione  | Spec.                                                       |
| ---------------- | -------- | -------- | ----------------------------------------------------------- |
| 20 dicembre 1998 | Davos    | Svizzera | 4x10 km (con Erling Jevne, Bjørn Dæhlie e Tor-Arne Hetland) |
| 5 gennaio 1999   | Otepää   | Estonia  | 15 km TC                                                    |

Legenda:

TC = tecnica classica